# São Joaquim do Monte
São Joaquim do Monte es un municipio brasileño del estado de Pernambuco. El municipio está constituido de 3 distritos: São Joaquim do Monte, Barra do Riachão y Santana do São Joaquim. Tiene una población estimada al 2020 de 21.398 habitantes.

## Historia
El lugar donde hoy está la ciudad de São Joaquim do Monte comenzó a ser poblado en el 1896 con la construcción de la casa de Manoel Quintino. Próxima a ella, se localizaba la casa del Capitán Manoel Antônio, que era denominada "Casa Nueva" de Aba de Serra, el que fue el primer nombre del lugar por estar al pie de la sierra, hoy Serra do Monte.
En 1896 fue erguida la capilla en honor de San Sebastián. Bajo influencia del Coronel Joaquim José de Lima, el patrono de la ciudad fue cambiado por San Joaquin. En 1912, cuando fue creado el distrito en el municipio de Bonito, el poblado recibe este nombre. Al año siguiente se inició la construcción de la nueva capilla bajo la dirección del Frei Epifânio y el apoyo de José Joaquim de Melo (José Gameleira), que sería inaugurada dos años después.
El distrito fue elevado a la categoría de municipio con la denominación de São Joaquim, por la ley provincial nº 1931 del 11 de septiembre de 1928. Por el decreto-ley provincial nº 952 del 31 de diciembre de 1943, el municipio de São Joaquim pasó a llamarse Camaratuba. Por la ley provincial nº 416 del 31 de diciembre de 1948 pasó a denominarse São Joaquim do Monte.